# اوسیریده پوارلو
اوسیریده پـِـوارِلو (ایتالیایی: Osiride Pevarello؛ ۲۶ ژوئیهٔ ۱۹۲۰ – ۱۵ دسامبر ۲۰۱۶) بازیگر اهل ایتالیا بود.

## گزیدهٔ فیلم‌شناسی
- ۲۰۰۲ - سنسو ۴۵
- ۱۹۹۸ - مونلا
- ۱۹۹۲ - همه زن‌ها اینگونه‌اند
- ۱۹۹۱ - پاپریکا
- ۱۹۸۷ - هوس
- ۱۹۸۵ - میراندا (نامش در عنوان‌بندی نیامده)
- ۱۹۸۳ - کلید
- ۱۹۸۲ - بمب‌افکن (نامش در عنوان‌بندی نیامده)
- ۱۹۸۱ - بادی به غرب می‌رود (نامش در عنوان‌بندی نیامده)
- ۱۹۸۰ - پاگنده به مصر می‌رود (نامش در عنوان‌بندی نیامده)
- ۱۹۸۰ - اکشن (نامش در عنوان‌بندی نیامده)
- ۱۹۷۹ - کالیگولا
- ۱۹۷۹ - کلانتر و گمشده فضایی (نامش در عنوان‌بندی نیامده)
- ۱۹۷۸ - به من میگن بولدوزر (نامش در عنوان‌بندی نیامده)
- ۱۹۷۷ - دو پلیس زبل (نامش در عنوان‌بندی نیامده)
- ۱۹۷۶ - سالن کیتی (نامش در عنوان‌بندی نیامده)
- ۱۹۷۶ - مردان مزدور (نامش در عنوان‌بندی نیامده)
- ۱۹۷۵ - پاگنده به هنگ کنگ می‌رود (نامش در عنوان‌بندی نیامده)
- ۱۹۷۴ - در غیر این صورت عصبانی میشیم (نامش در عنوان‌بندی نیامده)
- ۱۹۷۳ - به من میگن پاگنده (نامش در عنوان‌بندی نیامده)
- ۱۹۷۲ - مردی از شرق (نامش در عنوان‌بندی نیامده)
- ۱۹۷۱ - تسخیرناپذیران (نامش در عنوان‌بندی نیامده)
- ۱۹۷۱ - هنوز ترینیتی هستم (نامش در عنوان‌بندی نیامده)
- ۱۹۷۱ - تعطیلات
- ۱۹۷۰ - به من میگن ترینیتی (نامش در عنوان‌بندی نیامده)
- ۱۹۷۰ - زوزه
- ۱۹۶۹ - پنج مرد جنگی (نامش در عنوان‌بندی نیامده)
- ۱۹۶۹ - ساتیریکون فلینی (نامش در عنوان‌بندی نیامده)
- ۱۹۶۶ - یانکی
- ۱۹۴۹ - آسیاب رودخانه پو